# Der Bulle von Tölz: Keiner kennt den Toten
Keiner kennt den Toten ist ein deutscher Fernsehfilm von Wolfgang F. Henschel aus dem Jahr 2006 nach einem Drehbuch von Andreas Föhr und Thomas Letocha. Es ist die 59. Folge der Krimiserie Der Bulle von Tölz mit Ottfried Fischer als Hauptdarsteller in der Rolle des Hauptkommissars Benno Berghammer.

## Handlung
Unterhalb des Balkons einer luxuriösen Villa wird ein Toter gefunden. Hauptkommissar Benno Berghammer fährt zum Tatort. Laut Gerichtsmediziner Dr. Robert Sprung hat das Opfer mehrere Rippenbrüche erlitten, hervorgerufen durch einen heftigen Schlag, und ist anschließend über die Brüstung gestürzt. Die Frau, die den Toten entdeckt hat, ist Berghammers neue Kollegin Nadine Richter. Seine langjährige Kollegin Sabrina Lorenz ist schwanger und lebt wieder in Berlin, weshalb Staatsanwalt Dr. Georg Lenz für einen Ersatz gesorgt hat.
Die Bewohner der Villa, Heinz Boosheim und seine verwitwete Schwägerin Tanja, geben vor, den Mann nicht zu kennen. Mit Hilfe des Adressbuchs, das der Tote bei sich hatte, finden die Kommissare schließlich heraus, dass er Patrick Plock heißt und als Callboy in einer Eskortagentur gearbeitet hat, die er zusammen mit seiner Frau Martina betrieben hat. Laut Frau Plock hat es in den 17 Jahren ihrer Ehe nie einen Seitensprung gegeben.
Heinz Boosheim ist es ein Dorn im Auge, dass der ihm verhassten, angeheirateten Putzfrau die Hälfte der Villa gehört, aber so hat es sein verstorbener Bruder testamentarisch bestimmt. Hinzu kommt eine monatliche Zahlung aus dem Erbe in Höhe von 10.000 Euro, die jedoch erlischt, sobald Tanja Boosheim sich auf einen neuen Mann einlässt. Um seine Schwägerin auf legale Weise loszuwerden, tritt Heinz Boosheim wiederholt an ihren hoch verschuldeten Sohn Rudi Schlattner heran und bietet ihm viel Geld an, wenn er ihm verrät, was seine Mutter mit Patrick Plock zu tun hatte. Nach einer Anzahlung bittet Schlattner um Bedenkzeit.
Die Kommissare entdecken bei Rudi Schlattner eine größere Menge Raubkopien einer Musik-CD. Um einer Anzeige zu entgehen, verrät er ihnen die Sache mit der testamentarischen Verfügung seines Stiefvaters, verschweigt aber Heinz Boosheims Angebot. Schlattner meint, er habe überprüfen wollen, ob es sich für seine Mutter lohne, auf das Geld aus der Erbschaft zu verzichten, doch zwischen ihr und Patrick Plock sei nichts gelaufen. Tanja Boosheim gibt nun aber unumwunden zu, ein Verhältnis mit Patrick Plock gehabt zu haben. Es sei Liebe auf den ersten Blick gewesen, als er ihr bei einem Autounfall ins Heck gefahren sei. Sie hätten die Beziehung nicht wegen des Geldes geheim gehalten, sondern weil Patrick seiner Frau noch nichts gesagt habe.
Martina Plock fällt aus allen Wolken, als sie von der angeblichen Liebesbeziehung ihres Mannes erfährt. Sie verbittet sich, dass sein Name in den Schmutz gezogen wird.
Patrick Plocks Kontoauszügen ist zu entnehmen, dass er Geld für zwei Flüge an ein Reisebüro überwiesen hat. Außerdem hat er eine beträchtliche Summe von Heinz Boosheim erhalten. Wie sich herausstellt, sollte Plock als Gegenleistung Tanja verführen, damit sie ihre Ansprüche verliert. Doch entweder ist die Witwe ihrem Mann über den Tod hinaus treu geblieben oder Plock hat seinen Auftraggeber angelogen, weil er sich in Tanja verliebt hat.
Heinz Boosheim erreicht schließlich doch sein Ziel, denn Martina Plock lässt ihm Beweismaterial für Tanjas Untreue zukommen. Er bietet seiner Schwägerin an, ihr für einen Monat das Hotel zu bezahlen, wenn sie keine Schwierigkeiten macht und auf der Stelle verschwindet. Als er ihr spöttisch mitteilt, dass ihr Sohn beinahe bereit gewesen wäre, sie für Geld zu verraten, gerät Rudi Schlattner in Rage und rennt Heinz Boosheim hinterher, der sich in einem Zimmer verschanzt und Kommissar Berghammer anruft. Doch bevor er Näheres sagen kann, schlägt Schlattner ihn zusammen, schleift den Bewusstlosen in die Sauna, verriegelt die Tür und schaltet den Ofen ein.
Die Kommissare haben inzwischen herausgefunden, dass Patrick Plock zwei Flugtickets nach Venezuela gebucht hat. Sie vermuten, dass er mit seiner Geliebten durchbrennen wollte und in die Villa eingebrochen hat, um Kunstgegenstände für die Finanzierung der Reise zu stehlen. Dabei könnte Frau Boosheim ihn erwischt und umgebracht haben.
Berghammer und Richter eilen zur Villa, nehmen Rudi Schlattner fest und befreien Heinz Boosheim. Nach einigem Zureden gesteht Tanja Boosheim, Patrick Plock getötet zu haben. Er habe sich nur an sie herangemacht, um die Kunstgegenstände stehlen zu können. Sie habe mit einem Stuhl auf ihn eingeschlagen; er sei gestolpert und über den Balkon gestürzt. Da teilt Benno Berghammer ihr mit, jetzt werde es tragisch: Er habe ein Dokument vorliegen, wonach Plock zwei Flugtickets gebucht habe, eins auf seinen Namen, das andere auf ihren Namen.

## Hintergrund
Die Dreharbeiten wurden in Bad Tölz und Tegernsee durchgeführt; als Schauplatz für die „Pension Resi“ diente das Hollerhaus Irschenhausen.
In dieser Folge wurden zwei neue Charaktere eingeführt, die die Serie bis zu ihrem Ende mitprägten: Kommissarin Nadine Richter, gespielt von Katharina Abt, als Nachfolgerin der Hauptkommissarin Sabrina Lorenz nach dem Ausstieg von Katerina Jacob sowie Wachtmeister Schmidt, gespielt von Norbert Mahler, als Ersatz für den Polizisten Anton Pfeiffer, dessen Darsteller Udo Thomer tödlich verunglückt war. Am Anfang der Folge wird eine Widmung an Thomer eingeblendet.
Katharina Abt hatte bereits in der Folge Tod eines Strohmanns eine Gastrolle inne. Auch Norbert Mahler war in den Folgen Sioux City und Freier Fall in Gastrollen zu sehen.

## Ausstrahlung
Die Erstausstrahlung erfolgte am 19. Dezember 2006 auf ORF 1.
Im deutschen Free-TV wurde der Film erstmals am 26. Februar 2007 zur Primetime auf Sat.1 gesendet. Den Film verfolgten 6,31 Millionen Zuschauer bei 19,1 Prozent Marktanteil. In der werberelevanten Zielgruppe sahen 2,46 Millionen zu (18,6 Prozent Marktanteil).